# Planeta LEMa. Felietony ponadczasowe
Planeta LEMa. Felietony ponadczasowe – zbiór felietonów Stanisława Lema wydany przez Wydawnictwo Literackie w 2016 roku. 
Zawiera 85 tekstów z lat 1954-2005. Większość felietonów publikowana była wcześniej w książkach Wejście na orbitę, Dylematy, Tajemnica chińskiego pokoju, Bomba megabitowa, Sex Wars, Krótkie zwarcia, Rasa drapieżców. Po raz pierwszy w formie książkowej ukazały się tu natomiast felietony z cyklu Czy jesteśmy sami w Kosmosie publikowane w latach 1978-1979 w tygodniku itd.
Wyboru felietonów dokonał Wojciech Zemek. Książka jest opatrzona posłowiem Jerzego Jarzębskiego.